# 高附都督府
高附都督府，唐朝羁縻都督府名。
龙朔元年（661年）于吐火罗境内骨咄施沃沙城置，在今塔吉克斯坦西南部瓦赫什河流域。后废。